# Dörby
Dörby är en bebyggelse i Norra Möckleby socken i Mörbylånga kommun i Kalmar län, belägen på östra Öland drygt en mil öster om Färjestaden. SCB avgränsade här mellan 2005 och 2020 samt från 2023 en småort.